# Jan Maarten Heideman
Arend Jan Maarten Heideman (Gelselaar, 16 juni 1973) is een voormalig Nederlandse marathon-schaatser.

## Biografie
Heideman werd in 1984 lid van de schaatsclub in Neede. Zijn vader werkte daar en hij ging met hem mee om te schaatsen. Op zijn veertiende ging hij schaatsen in Deventer waar hij zijn vrouw leerde kennen.
In 1995 debuteerde Heideman bij de Gruno Bokaal die hij vervolgens won. Acht jaar later behaalde Heideman op 21 december 2003 zijn 48e overwinning op kunstijs, en werd daarmee recordhouder. Aan het eind van het schaatsseizoen 2004/2005 stelde hij zijn 56e zege veilig. Tien jaar later stond de teller op 77 overwinningen. Hij won de KNSB Cup (marathonschaatsen) in de seizoenen 1999/00, 2000/01, 2003/04 en 2004/05. Op kunstijs werd hij drie keer Nederlands kampioen (in 2000, 2002 en 2004). De alternatieve Elfstedentocht in Finland werd twee keer door hem gewonnen. In 1998, 2000 en in 2006 won hij op de Weissensee het ONK marathon op natuurijs. Volgens zijn teammanager Henk Heetebrij had dat vooral te maken met FlevOnice waar Heideman drie jaar als ambassadeur bij betrokken was. In 2010 werd hij 3e in de Finland Ice Marathon en in 2012 nog 2e bij de Veluwemeertocht.
Heideman stond bekend als de 'Willie Wortel' van het schaatspeloton. Samen met onder meer schaatsmerk Raps testte hij jarenlang de meest uiteenlopende dingen. In 1997 was hij de eerste en vooralsnog enige wedstrijdschaatser, die de Elfstedentocht op klapschaatsen reed. Daarna volgden onder meer de 3D-schaats, de carve-schaats, het haaienpak, het vogelpak, de kluunschoen, de warmteschaats en de wisselschaats. 
Heideman is recordkampioen in de Jaap Eden Trofee door maarliefst vijf keer deze wedstrijd te winnen.
Sinds het seizoen 2014/2015 reed hij voor het team Haven van Amsterdam/SKITS. Op 18 december 2015 liet Heideman weten na 20 jaar te stoppen met het marathonschaatsen. Hij bleef wel actief in Leisure World Dronten met trainingen geven en in de winkel. Zijn laatste wedstrijd was de Alternatieve Elfstedentocht op de Weissensee in 2016, hij eindigde op de 11e plaats.

## Langebaan

### Persoonlijk records
| Afstand      | Tijd     | Datum         | Baan    |
| ------------ | -------- | ------------- | ------- |
| 500 meter    | 38,59    | 22 maart 1996 | Calgary |
| 1000 meter   | 1.15,25  | 16 maart 1996 | Calgary |
| 1500 meter   | 1.53,26  | 23 maart 1996 | Calgary |
| 3000 meter   | 4.02,52  | 22 maart 1996 | Calgary |
| 5000 meter   | 6.53,26  | 23 maart 1996 | Calgary |
| 10.000 meter | 14.14,68 | 24 maart 1996 | Calgary |

### Resultaten
| Jaar | NK afstanden |
| ---- | ------------ |
| 1996 | 1500m        |

## Trivia
- In 2001 verscheen het boek Leren van schaatser Jan Maarten Heideman;
- Heideman is actief betrokken bij Geloofshelden, een organisatie die Nederlandse christelijke topsporters wil maken tot discipelen van Jezus Christus.